# Danse avec moi (album)
Pour les articles homonymes, voir Danse avec moi.
Albums de Bijou
OK Carole
(1978)
Danse avec moi est le premier album du groupe de rock français Bijou.

## Réception
Selon l'édition française du magazine Rolling Stone, cet album est le 66e meilleur album de rock français.
La pochette originelle représente une photo du trio posant devant l'entrée de l'hôtel Scribe (Paris 9e).

## Titres
1. Garçon facile (Philippe Dauga/Thoury)
2. C’est un animal (Palmer/Thoury)
3. Marie-France (Palmer/Thoury)
4. La vie c’est comme ça (Philippe Dauga/Thoury)
5. Danse avec moi (Philippe Dauga/Thoury)
6. Allez comprendre (Philippe Dauga/Thoury)
7. Comme tu es belle (Philippe Dauga/Thoury)
8. La fille du père noël (Dutronc/Lanzmann)
9. Pow Wow (Buzzo)
10. C’est encore l’automne (Palmer/Thoury)
11. Où va-t-elle ? (Ransford/Righi) (reprise de Ronnie Bird)
12. Vieillir (Palmer/Thoury)